# Intv
intv war ein regionaler Fernsehsender für die Region Ingolstadt im Kabelnetz. Ab dem 4. Dezember 2012 erfolgte von 18 bis 24 Uhr eine Ausstrahlung des Programms über Digitalsatellit auf Astra Digital, zuletzt als 24-Stunden-Vollprogramm auf Satellit und Kabel.
Nach der Funkanalyse Bayern 2017 verfolgten im Schnitt 57.000 Zuseher täglich das Programm (Tagesreichweite Montag bis Freitag), 148.000 Zuseher zählten zum Weitesten Seherkreis (= kumulierte Seherschaft, die innerhalb der letzten zwei Wochen mindestens eine Minute konsekutiv auf intv eine Sendung gesehen hat). Geschäftsführer war zuletzt Johannes Schreiner, die Sendeleitung hatte Gustl Vogl inne, der von 2010 bis Mai 2011 und ab 2018 Geschäftsführer war. Am 30. Juni 2019 hat der Sender den Betrieb eingestellt. Die Sendelizenz wurde tv.ingolstadt übertragen.
Sendegebiet waren Ingolstadt und die Landkreise Eichstätt, Neuburg-Schrobenhausen, Neumarkt in der Oberpfalz, Pfaffenhofen und Weißenburg-Gunzenhausen.